# Irmão Jonathan

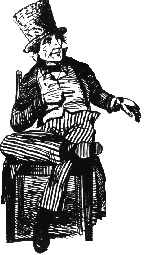
Irmão Jonathan em calças listradas, sobretudo sombrio e cartola, como desenhado por Thomas Nast.

Irmão Jonathan (em inglês: Brother Jonathan) é a personificação da Nova Inglaterra. Ele também foi usado como um emblema dos EUA em geral, e pode ser uma alegoria do capitalismo. Suas calças muito curtas, colete muito apertado e estilo antiquado refletem seu gosto por produtos baratos e de segunda mão e uso eficiente de meios.
Irmão Jonathan logo se tornou um personagem fictício, desenvolvido como uma paródia bem-humorada de toda a Nova Inglaterra durante o início da República Americana. Ele foi amplamente popularizado pelo jornal semanal Brother Jonathan e pela revista de humor Yankee Notions.
O personagem era geralmente retratado em caricaturas editoriais e cartazes patrióticos fora da Nova Inglaterra como um prolixo que se vestia com calças listradas, casaco preto sombrio e cartola. Dentro da Nova Inglaterra, "Irmão Jonathan" foi retratado como um empresário empreendedor e ativo que se gabava alegremente das conquistas dos Yankees para a Universal Yankee Nation.
Depois de 1865, o traje do Irmão Jonathan foi imitado pelo Tio Sam, uma personificação comum do governo continental dos Estados Unidos .

## História

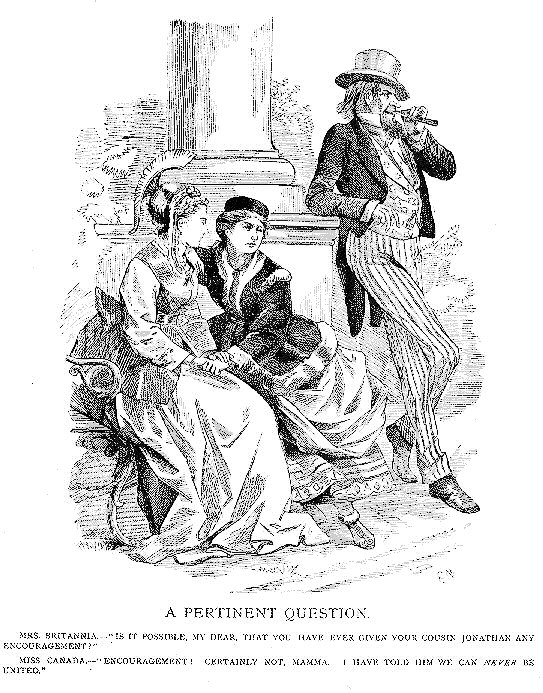
"Sra. Britannia" e sua filha "Miss Canada" discutindo se o "Primo Jonathan" aspira "casar" com o Canadá, em uma caricatura política de 1886 sobre o medo das aspirações americanas de trazer o Canadá para a União

O termo data pelo menos do século XVII, quando foi aplicado aos cabeças redondas puritanos durante a Guerra Civil Inglesa. Chegou a incluir moradores da Nova Inglaterra colonial, que eram em sua maioria puritanos em apoio aos parlamentares durante a guerra. Provavelmente é derivado das palavras bíblicas ditas por Davi após a morte de seu amigo Jônatas : "Estou angustiado por ti, meu irmão Jônatas " (2 Samuel 1:26). Como os políticos Kenneth Hopper e William Hopper colocaram, "Usado como um termo de abuso para seus (...) opositores puritanos pelos monarquistas durante a Guerra Civil Inglesa, foi aplicado por oficiais britânicos aos colonos rebeldes durante a Revolução Americana”.
Um conto popular popular sobre a origem do termo afirma que o personagem é derivado de Jonathan Trumbull (1710-1785), governador do estado de Connecticut, que foi a principal fonte de suprimentos para os Departamentos do Norte e do Meio durante a Guerra Revolucionária Americana. Diz-se que George Washington pronunciou as palavras: "Devemos consultar o Irmão Jonathan", quando perguntado como ele poderia vencer a guerra. Essa origem é duvidosa, no entanto, pois nenhum dos homens fez referência à história durante sua vida e sua primeira aparição foi rastreada até meados do século 19, muito depois de suas mortes.
O personagem foi adotado pelos cidadãos da Nova Inglaterra de 1783 a 1815, quando o irmão Jonathan se tornou um apelido para qualquer marinheiro ianque, semelhante à maneira como G.I. é usado para descrever membros do Exército dos EUA.
Pensa-se que o termo "Tio Sam" data aproximadamente da Guerra de 1812. Tio Sam apareceu em jornais de 1813 a 1815, e em 1816 ele apareceu em um livro.
O jornal semanal Brother Jonathan foi publicado pela primeira vez em 1842 em Nova York, e expôs a América do Norte ao personagem chamado "Irmão Jonathan". Yankee Notions, ou Whittlings of Jonathan's Jack-Knife, era uma revista de humor de alta qualidade, publicada pela primeira vez em 1852, que usava o personagem para satirizar a ganância dos Ianques e outras peculiaridades. Também foi emitido de Nova York, que era rival da vizinha Nova Inglaterra antes da Guerra Civil. Era um periódico popular com grande circulação, e as pessoas tanto dentro como fora da Nova Inglaterra gostavam dele como entretenimento de boa índole. Essas piadas eram frequentemente copiadas em jornais tão distantes quanto a Califórnia, onde os nativos encontravam navios e mascates ianques, inspirando imitações ianques em burlescos cômicos. Brother Jonathan: or, the New Englanders também foi o título de um livro lançado em três volumes por John Neal. Foi publicado em Edimburgo, ilustrando o impacto que o astuto personagem da Nova Inglaterra teve na literatura britânica.
Júlio Verne incluiu em seu romance de 1864 As aventuras do capitão Hatteras (em francês:  Voyages et aventures du capitaine Hatteras) um capítulo intitulado "John Bull e Jonathan", no qual membros britânicos e americanos de uma expedição polar se confrontam, cada um buscando reivindicar a recém-descoberta ilha da Nova América. A terra é nomeada pelo capitão Altamont, um explorador americano, que é o primeiro a pisar nela. O capítulo  teve Hatteras e Altamont duelando pelo privilégio de reivindicar a terra para seus respectivos países.
Na mesma época, o Know Nothing Party, com sede na Nova Inglaterra, que o Yankee Notions também satirizou, foi dividido em dois campos — os moderados "Jonathans" e os radicais "Sams". Eventualmente, o Tio Sam veio para substituir o Irmão Jonathan, e os vencedores aplicaram "Yankee" a todo o país até o final do século, depois que a seção " Yankee " venceu a Guerra Civil Americana . Da mesma forma, "Tio Sam" foi aplicado ao governo federal. Tio Sam passou a representar os Estados Unidos como um todo ao longo do final do século 19, suplantando o Irmão Jonathan.
De acordo com um artigo no The Lutheran Witness de 1893, o Irmão Jonathan e o Tio Sam eram nomes diferentes para a mesma pessoa:
"Quando o encontramos na política, o chamamos de Tio Sam; quando o encontramos na sociedade, o chamamos de Irmão Jonathan. Aqui, ultimamente, Tio Sam, aliás Irmão Jonathan, tem feito muitas reclamações poderosas, quase não fazendo mais nada."

## Legado
A frase "Devemos consultar o Irmão Jonathan" aparece nos certificados de graduação do Trumbull College da Universidade de Yale, também chamado de Trumbull.
Alguns membros do Jonathan Club, um clube social privado com sede no centro de Los Angeles, acreditam que seu clube recebeu o nome de Jonathan Trumbull ou "Irmão Jonathan". No entanto, o clube foi formado em 1895, e a verdadeira inspiração para seu nome se perdeu na história.
Entre 1891 e 1901, o socialista norte-americano Daniel DeLeon escreveu mais de 300 editoriais como diálogos entre "Tio Sam" (um trabalhador com consciência de classe que defendia as doutrinas do SLP) e "Irmão Jonathan" (um trabalhador sem consciência de classe).